# علي بيغلوي سفلي
علي بيغلوي سفلي (بالفارسية: علی‌بیگلوی سفلی) هي منطقة سكنية تقع في قسم تشاراويماق الجنوبي الغربي الريفي في إيران. يقدر عدد سكانها بـ 91 نسمة .